# Harald II Szara Opończa
Harald II Szara Opończa (norw. Harald II Eriksson Gråfell; ?–976) – król Norwegii, panował ok. 961–976.
Syn Eryka Krwawego Topora i Gunhildy, wnuk Haralda I Pięknowłosego. Po śmierci ojca wraz ze swymi braćmi przebywał w Danii, skąd organizował wyprawy na Norwegię walcząc przeciwko władzy króla Haakona I Dobrego, którego pokonał w bitwie pod Fitje (961). Następnie Harald II wraz z braćmi przejął władzę w kraju. Musiał walczyć z innymi potomkami Haralda Pięknowłosego, z których wielu ogłosiło swoją niezależność od króla Norwegii. Krwawo rozprawił się ze swymi przeciwnikami, jednego ze swych konkurentów – Sigurda – spalił w jego własnym domu. Syn Sigurda, jarl Haakon Sigurdsson, zwabił Haralda II do Danii, gdzie go zamordowano z rozkazu króla duńskiego Haralda Sinozębego.